# Jean Boudot (libraire)
Pour les articles homonymes, voir Jean Boudot et Boudot.
Jean Boudot (Paris, 9 octobre 1685 - Paris, 10 mars 1754) est un libraire, imprimeur et éditeur français. Il se distingua par ses connaissances bibliographiques.

## Biographie
Fils de l'imprimeur Jean Boudot et frère de l'abbé Pierre Jean Boudot, imprimeur ordinaire du Roi (1707-1714) et de l'Académie royale des sciences, on lui doit de nombreux catalogues de bibliothèques. 